# 놋그릇

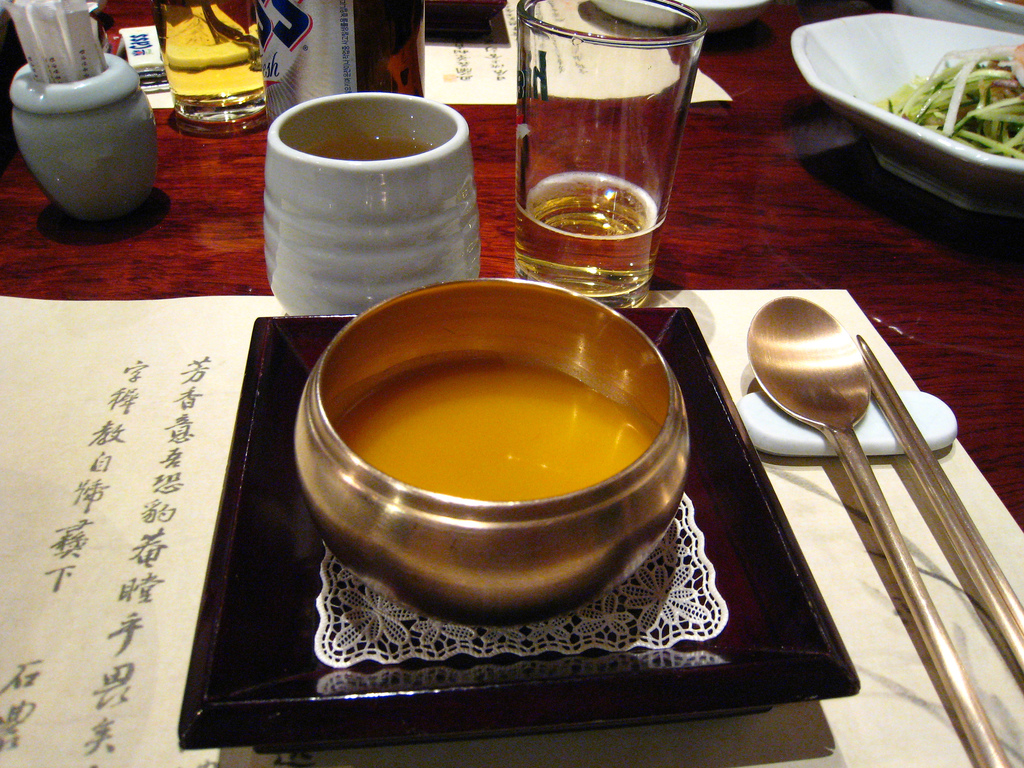
방짜유기

놋그릇 또는 유기(鍮器)는 놋쇠로 만드는 그릇이다.

## 역사
대한민국의 청동기 문화는 시베리아의 ‘미누신스크-스키타이’청동기 문화와 관련이 있는 북방계의 ‘오르도스-요령지방’청동기 문화의 영향을 받았던 것으로 보인다. 청동기 시대 초기에는 비파형동검과 조문경을 제작하였고, 후기가 되면 세형청동검을 독자적으로 주조하여 전성기를 이루었으며, 다뉴세문경, 방울, 의식구를 비롯한 각종의 도구를 제작하였다.
고려시대에는 빛깔이 고운 ‘고려동’을 생산하여 중국과 교역을 하였다. 왕족과 귀족은 방자기법으로 제작한 얇고 질긴 청동그릇을 식기로 사용하기도 하였다.
조선시대에는 초기부터 국가에서 채굴에 힘을 썼으며, 경국대전에 의하면 국가에서 쓰는 유기를 만드는 유장(鍮匠)을 중앙 장인인 경공장(京工匠)으로 공조(工曹)에 8명, 상의원(尙衣院)에 4명을 두었고, 지방 관아에 필요한 유기를 만드는 외공장(外工匠)도 상당수 배치하였다는 기록이 있다. 조선시대는 숭유억불정책의 영향으로 불교적 색채를 띠는 금공품이 많지 않았던 반면 담배함, 화로, 향로, 반상기 등 단순하면서도 소박한 느낌을 주는 형태의 생활용품과 민예품이 많이 제작되었다. 자기를 대중적인 식기로 쓰던 시대였음에도 유기는 고려시대에 이어 상류층에서 식기로 사용하였으며, 중산층 이상의 가정에서도 생활 용구로 사용되어 전국 각지에서 생산되고 시장을 형성하였다.
근대 말에는 일본에 의한 유기 공출이라는 명목으로 각 가정에서 소유한 거의 모든 유기들을 수탈당하였다. 그 후 1945년 해방과 더불어 유기는 다시 성행하기 시작하였으나 6·25 전쟁 이후 연탄을 사용하면서부터 연탄가스에 변색되기 쉬운 놋그릇 대신 스테인리스 그릇을 선호하여 유기는 점차 사라졌다.
최근 각종 실험을 통해 병원균, O-157 살균기능, 농약성분 검출기능 등이 밝혀지면서 부각되고 있다. 또한 열보존률은 사기그릇, 스테인리스, 방짜유기 중 방짜유기가 가장 높은 것으로 나타났다. 현재 악기, 제기, 식기 및 각종 생활용품 등으로 제작되고 있다.

## 방짜유기
방짜유기는 음식을 담는 식기류에 쓰인다. 구리와 주석의 합금액을 불에 달구어 망치로 여러 차례 두들겨서 만든다. 이때 주석의 비율이 일반 청동 그릇에 비해 훨씬 높다.
여러 사람이 한 조를 이루어 조직적으로 제조해야 하므로, 만드는 과정이 복잡하고 고도의 숙련 기술이 요구된다. 경기도 안성시가 전통적으로 유기 제조로 유명했다. '안성맞춤'이라는 표현도 안성의 유기에서 나온 것이다.
1945년 경 안성 일대에만 공방이 20여 개 있었을 정도로 성황이었으나, 연탄이 보급되면서 변색이 잘 되고 닦기도 번거로운 유기는 사양길에 접어들었다. 대한민국에서는 유기 제조 기술 보유자를 국가무형문화재로 지정하여 공예문화 보존을 노력하고 있다.

## 같이 보기
- 황동
- 주물유기장 - 안성시 향토유적(무형) 제2호